# Кора Джейд
Бріанна Кода (англ. Brianna Coda; нар. 17 січня 2001) — американська професійна реслерка. На даний момент вона підписала контракт з WWE, виступаючи за бренд NXT під ім'ям Кора Джейд (англ. Cora Jade), де вона є колишньою командною чемпіонкою NXT. До підписання контракту з WWE вона раніше виступала на незалежній арені під ім'ям Елайна Блек і у All Elite Wrestling (AEW) й Impact Wrestling.

## Професійна рестлерська кар'єра

### Початок кар'єри (2018—2021)
Кода спочатку тренувалася в Freelance Wrestling Academy Брайса Бенджаміна та Ісайяса Веласкеса. Вона дебютувала 9 грудня 2018 року в промоушені Kaiju Attack Wrestling, що базується в штаті Іллінойс, у командному поєдинку проти свого колишнього інструктора Брайса Бенджаміна під псевдонімом Елайна Блек. 11 липня 2019 року Блек виграла свій перший турнір у ZOWA Live, ставши чемпіонкою Zen Of Women's Athletics Tournament 2019. 15 серпня, перебуваючи в Zelo Pro Wrestling, Блек змагалася в чотиристоронньому поєдинку за вакантний жіночий чемпіонат Zelo Pro. 1 вересня Блек брала участь у регіональному турнірі RISE Wrestling 2019, де її вибила Софі Кінг у чвертьфіналі. Вона також з'явилася в SHIMMER Women Athletes, дебютувавши в томі 118, змагаючись у скрембл-матчі.
18 жовтня 2019 року Блек дебютувала на pay-per-view під час Impact Wrestling на Prelude to Glory, де вона програла Хавоку в сквош-матчі.

### All Elite Wrestling (2020)
Блек вперше з'явилася у All Elite Wrestling (AEW) 13 жовтня в епізоді Dark програв Ред Вельвет. Вона повернулася наступного місяця в епізоді Dark 3 листопада, об'єднавшись з Лейлою Гірш у бою, але програла команді Бренді Роудс і Ред Вельвет.

### WWE (2021–теперішній час)
20 січня 2021 року було оголошено, що Кода підписала контракт з WWE і буде виступати під брендом NXT. Вона дебютувала в епізоді 205 Live 22 січня під псевдонімом Кора Джейд, де вона виступала в парі з ДжиДжи Долін у першому раунді Women's Dusty Rhodes Tag Team Classic 2021, але їх вибили Кендіс Лерей та Інді Хартвелл .
16 листопада вона приєдналася до команди Ракель Гонсалес для NXT WarGames. На цьому заході вона подарувала своїй команді перемогу в жіночому матчі WarGames. Через два тижні вона отримала можливість взяти участь у матчі за жіноче чемпіонство NXT за правилами потрійної загрози проти Гонсалес і чемпіонки Менді Роуз на New Year's Evil, але не змогла виграти титул. На NXT Great American Bash, десятому втіленні цієї події WWE з оплатою за перегляд, але першій, проведеній ексклюзивно для бренду NXT, Джейд та її новий партнер по команді Роксана Перес перемогли Долін і Джейн і стали командними чемпіонками NXT серед жінок. 12 липня 2022 року в епізоді NXT Джейд накинулася на Перес, що коштувало їй матчу за чемпіонство NXT серед жінок проти Менді Роуз. Наступного тижня Джейд оголосила про свої наміри досягти сольного успіху, а потім викинула свій титульний пояс у смітник (подібно до Мадузи з жіночим чемпіонством WWF у 1995 році на WCW Nitro), залишивши Перес єдиною чемпіонкою. Пізніше того вечора вона брала участь у королівській битві за участю 20 жінок, щоб визначити претендента номер один на жіноче чемпіонство NXT, але її вибила остаточна переможниця Зої Старк.

## Особисте життя
Кода розповіла в інтерв'ю, що закінчила навчання раніше, щоб зосередитися на підготовці, щоб стати рестлеркою.
Раніше вона зустрічалася з іншими професійними рестлерами Стормом Грейсоном і Блейком Крістіаном.

## Чемпіонства та досягнення
- Pro Wrestling Illustrated
  - Посідає 99 місце серед 100 найкращих одиночних рестлерок за рейтингом PWI Women's 100 у 2020 році[17]
- WWE
  - Командна чемпіонка NXT серед жінок (1 раз) — з Роксаною Перес[18]